# Groko

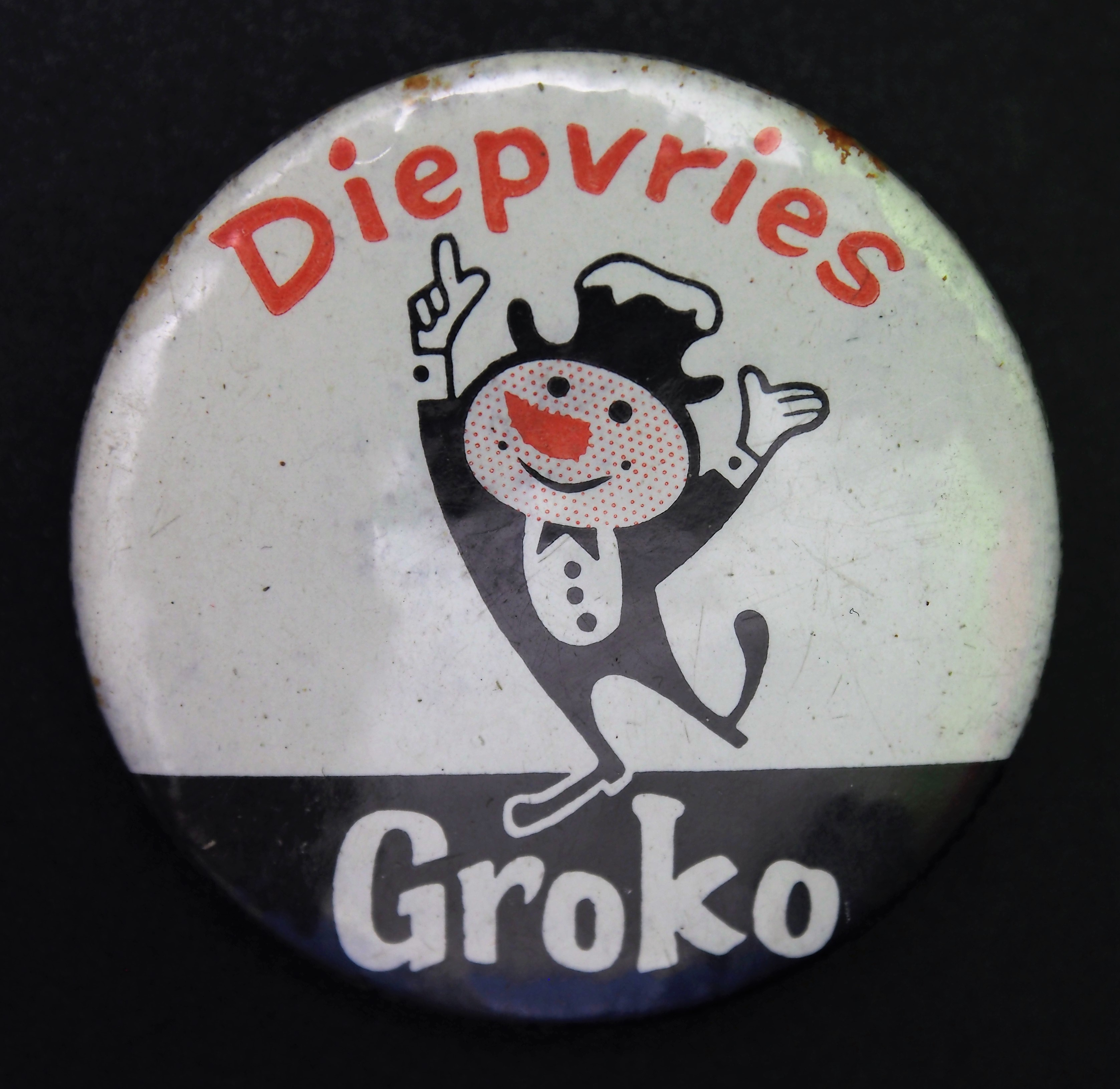
Groko Diepvries-speldje

De N.V. Groko was een in Nederland bekende producent van diepvriesgroenten uit Zundert. 

## Geschiedenis
Het bedrijf werd opgericht in 1957. In dat jaar nam conservenfabrikant Jan Zuiderent met zijn broer Aart het failliet verklaarde conservenbedrijf 'Van Kouwenberg' over en (her)startte in het dorp de productie van groenteconserven. Het bedrijf trok hiervoor talrijk vrouwelijk personeel aan uit België. Het had een vast werknemersaantal van rond de 125, dat in het hoogseizoen werd aangevuld tot  300-400. Later ging Groko ook diepvriesproducten leveren, onder eigen merknaam en als winkelmerk voor ketens als Albert Heijn. 

### Diepvries-oorlog
In 1963 raakt Groko verwikkeld in een 'diepvries-oorlog' door zich als prijsvechter op te stellen tegenover het andere bekende diepvriesgroentenmerk Iglo. Groko startte een campagne waarbij zij expliciet een verlaging van 30% onder de prijs van vergelijkbare Igloproducten noemde, een claim die direct door Unilever werd aangevochten. Later, in 1980, profiteerde Groko van de Iglo-affaire, waarbij in producten van Iglo een te hoge concentratie nitriet werd aangetroffen en deze uit de schappen werden gehaald.

### Overnames
In 1969 werd Groko overgenomen door de International Telegraph and Telephone Corporation Het bedrijf had op dat moment 450 medewerkers in de fabriek in Zundert en nog eens 500 in Duitsland en België.  Daarna werd het rond 1979 overgenomen door Campbell Nederland B.V.. een dochteronderneming van de grote Amerikaanse levensmiddelenproducent.  In 1996, werd Groko overgenomen door het Deense Danisco, dat overigens nog steeds groente op de Nederlandse markt bleef brengen onder dezelfde bekende merknaam. Het bedrijf in Zundert had op dat moment ongeveer 300 mensen in dienst en maakte in het boekjaar 1995 een winst van 6,5 miljoen gulden. Van de totale productie bleef ongeveer 35% in Nederland, de rest was voor de export. Toenmalig directeur De Bruin zou opmerken dat er in tegenstelling tot ITT en Campbell eindelijk weer een moederconcern aan het roer stond dat ook werkelijk verstand had van diepvriesgroenten. In 2000 kwam het bedrijf in handen van Ardo en de fabriek aan de Beekzicht 13 in Zundert  is nog steeds in bedrijf. Het merk Groko lijkt echter niet meer te bestaan; het werd in 2015 opgenomen in de lijst op verdwenenmerken.nl.